# Жилду Віланкулуш
Жилду Віланкулуш (порт. Gildo Vilanculos, нар. 31 січня 1995, Бейра) — мозамбіцький футболіст, нападник клубу «Марітіму» і національної збірної Мозамбіку.

## Клубна кар'єра
Народився 12 лютого 1993 року в місті Бейра. Розпочав грати у футбол на батьківщині в клубі «Ферроваріу ді Бейра», з яким став чемпіоном країни у 2016 році.
На початку 2017 року перейшов у «Марітіму», проте до кінця сезону виступав виключно за дублюючу команду.

## Виступи за збірні
У 2015 році дебютував в офіційних матчах у складі національної збірної Мозамбіку. Наразі провів у формі головної команди країни 13 матчів, забивши 1 гол.